# ISO 3166-2:MM
Kódy ISO 3166-2 pro Myanmar identifikují 7 regionů, 7 států a 1 národní teritorium (stav v roce 2015). První část (MM) je mezinárodní kód pro Myanmar, druhá část sestává ze dvou čísel identifikujících region nebo stát.

## Seznam kódů
```
MM-01 Sagaing (Sagaing)
MM-02 Bago (Pegu)
MM-03 Magwe (Magwe)
MM-04 Manadalay (Mandalay)
MM-05 Tanintharyi (Tavoy)
MM-06 Rangún (Rangún)
MM-07 Ayeyarwaddy (Bassein)
MM-11 Kachin (Myitkyina)
MM-12 Kayah (Loi-kaw)
MM-13 Kayin (Pa-an)
MM-14 Chin (Haka)
MM-15 Mon (Moulmein)
MM-16 Rakhine (Akyab)
MM-17 Shan (Taunggyi)
MM-18 teritorium 
Neipyijto
```